# Barry Hughes
Barry Hughes (Caernarfon, 31 dicembre 1937 – Amsterdam, 2 giugno 2019) è stato un allenatore di calcio e calciatore gallese.

## Carriera

### Giocatore
Ha giocato nelle giovanili del West Bromwich, senza mai riuscire ad esordire in prima squadra. In seguito, ha giocato da professionista nei Paesi Bassi nel Blauw-Wit.

### Allenatore
Inizia ad allenare nel 1966, guidando per un anno l'AZ Alkmaar; in seguito allena numerosi altri club della prima e della seconda divisione olandese (tra cui spiccano i 9 anni all'Haarlem ed i 5 allo Sparta Rotterdam), fino al 1988.

## Palmarès

### Allenatore

#### Competizioni nazionali
- Eerste Divisie: 1

Harleem: 1975-1976